# Welfenakademie Braunschweig

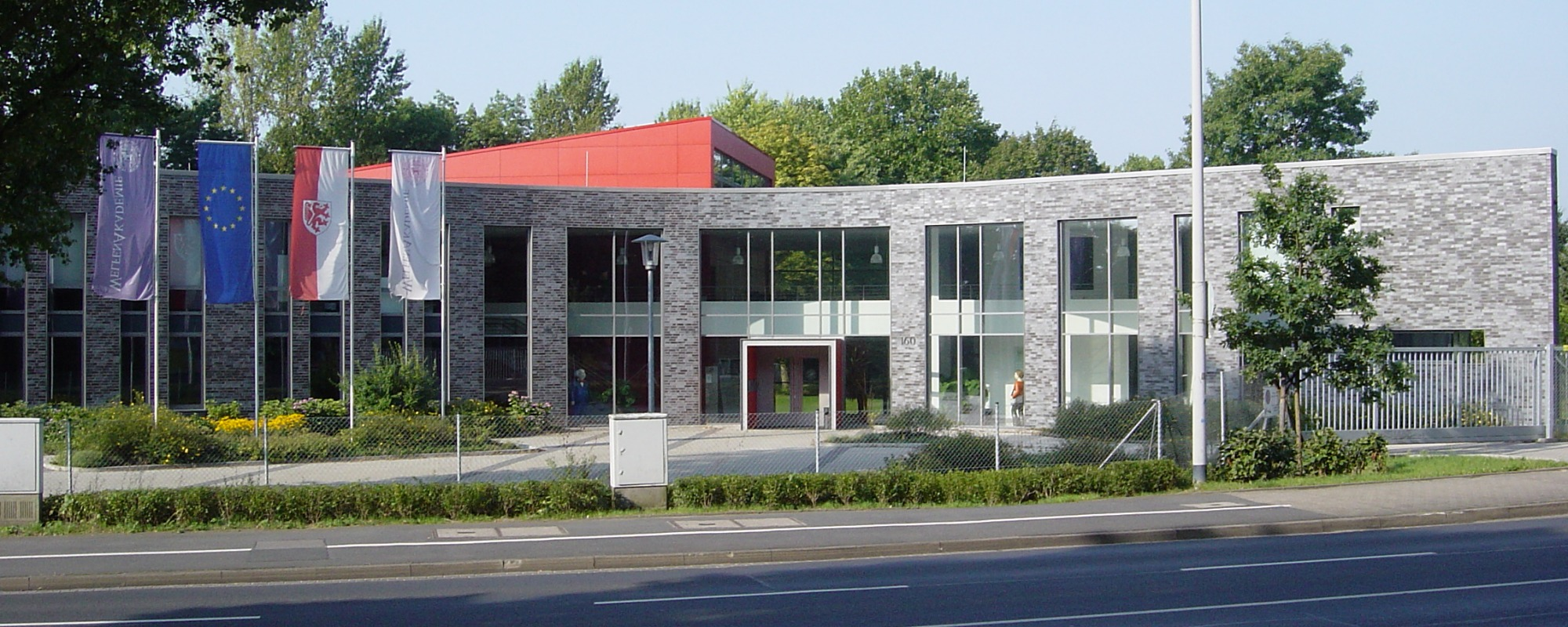
Welfenakademie Braunschweig

Die Welfenakademie Braunschweig wurde im Juni 1993 gegründet. Sie ist eine Berufsakademie in privater Trägerschaft (WelfenAkademie e. V.). Die Welfenakademie bietet ein staatlich anerkanntes und akkreditiertes Studium der Betriebswirtschaftslehre und Wirtschaftsinformatik an. Die Regelstudienzeit dauert drei Jahre. Das Studium an der WelfenAkademie ist eine Kombination aus einem wissenschaftsbezogenen Studium in der Akademie sowie einer praktischen Tätigkeit im Unternehmen (duales Studium). Als Vertiefungsrichtungen sind z. Zt. wählbar: Bankbetriebslehre, Versicherungsbetriebslehre, Industriebetriebslehre, Handelsbetriebslehre, Digital Marketing, Modemanagement, Steuern/Prüfung, Software Engineering oder Informationsmanagement.
Zum Studium an der Welfenakademie kann zugelassen werden, wer die Voraussetzungen für ein Studium an einer niedersächsischen Hochschule erfüllt und einen Studienvertrag mit einem Kooperationsunternehmen abgeschlossen hat.
Der Studiengang wurde durch die ZEvA mit sehr gutem Ergebnis und ohne Auflagen bis 2024 akkreditiert und belegt im Hochschulranking der Wochenzeitung Die Zeit in der Kategorie BWL (dual) den ersten Platz.

## Abschlüsse
Nach Erfüllung der Voraussetzungen erhält man nach drei Jahren den Grad Bachelor of Arts bzw. Science. Zudem besteht die Möglichkeit, weitere studienbegleitende Abschlüsse zu erwerben, z. B. den IHK-Abschluss der jeweiligen Fachrichtung, die Ausbildungseignerprüfung oder Englisch-Zertifikate (TOEFL-Test).

## Gremien
Es gibt die folgenden Gremien: Geschäftsführer, Vorstand und das Kuratorium.

## Dozenten
An der Welfenakademie sind mehr als 92 Dozenten aus Theorie und Praxis tätig.

## Kooperationsunternehmen
Der Abschluss eines Studienvertrages mit einem Kooperationsunternehmen ist notwendige Bedingung für ein Studium an der Welfenakademie. Kooperationsunternehmen des WelfenAkademie sind neben den zahlreichen mittelständischen Partnerunternehmen auch große Unternehmen wie z. B. Aldi, die Braunschweigische Landessparkasse, Jägermeister, New Yorker oder die Volkswagen Financial Services AG.